# POPS STATION DELUXE
『POPS STATION DELUXE』（ポップスステーションデラックス）は、岐阜放送ラジオで制作・放送されていたラジオ番組。

## パーソナリティ
- リーチいとう

## 番組の内容
懐かしい洋楽を中心に構成された音楽番組。様々な洋楽アルバムから選曲し、その曲にまつわる情報を紹介しつつ、フルコーラスで放送する。また、リーチいとうの音楽にまつわる友人をゲストに招き、その選曲に沿った特集を組むことがあった。